# 藤澤信義
藤澤 信義（ふじさわ のぶよし、1970年1月17日 - ）は、アジア圏を中心とした銀行業、保証事業、ファイナンス事業を行うJトラストグループの日本の経営者。岐阜県岐阜市出身。妻は、元宝塚歌劇団星組の娘役音花ゆり。

## 概要
1970年に岐阜県岐阜市生まれ。東京大学医学部保健学科在学中からアミューズメント業界（ゲームセンター）でアルバイトとして勤務し、卒業後もアルバイトを続けていたが、2001年6月に不動産担保融資を行うビィー・ジャパンに入社する。当時31歳であった藤澤は上限金利問題などで業績が傾いていた同社在籍中、金融機関へのアプローチやアセットの拡大などに取り組み、2年後の2003年6月に同社の代表取締役社長に就任した。翌年の2004年にはビィー・ジャパンの筆頭株主となる。
その後、2005年9月にライブドアからM&Aが打診され、藤澤自身の持ち株33.4%を含む全株式をライブドアフィナンシャルホールディングス（LDFH）に譲渡し、同社の子会社ライブドア不動産となって、ライブドアグループの傘下となる。しかし、その後ライブドア事件が発生し、投資ファンドのアドバンテッジ パートナーズに譲渡されたLDFH（かざかフィナンシャルグループ）で経営を任されることになる。
2007年には、かざか債権回収（現：パルティール債権回収）の代表取締役会長となり、翌年の2008年には全国保証株式会社よりTOBを行い、Jトラストの筆頭株主となり、同社代表取締役会長となった。
2011年にJトラストが韓国の消費者ローン会社のM&Aを行い、国内だけではなく海外への展開が進められる。
2012年12月、JリーグのFC岐阜を個人で支援することを明らかにし、2013年は1億5000万円を支援していた。
2008年から2016年までにグループ全体の総資産を42倍、営業収益を24倍にし、2017年現在は、Jトラスト代表取締役社長最高執行役員、Jトラストアジア代表取締役社長、Jトラストインベストメンツインドネシア代表理事、アドアーズ（現：株式会社KeyHolder）取締役、JTキャピタル理事を務める。

## 略歴
- 1970年 - 岐阜県岐阜市で誕生
- 2001年 - ビィー・ジャパン入社
- 2002年 - ワークアウト債権回収入社
- 2003年 - ビィー・ジャパン代表取締役社長
- 2004年 - ビィー・ジャパン筆頭株主
- 2007年 - かざか債権回収（現パルティール債権回収）代表取締役会長
- 2008年 - Jトラスト代表取締役会長、マスワーク（現キーノート社）取締役
- 2010年6月 - Jトラスト取締役、アドアーズ（現KeyHolder）取締役
- 2010年10月 - Jトラスト取締役最高顧問
- 2011年5月 - アドアーズ代表取締役会長
- 2011年6月 - Jトラスト代表取締役社長
- 2013年10月 - J TRUST ASIA PTE. LTD. 代表取締役社長
- 2014年1月 - 親愛貯蓄銀行（現：JT親愛貯蓄銀行）会長
- 2014年5月 - アドアーズ取締役会長
- 2014年9月 - LCD Global Investments LTD.（現：AF Global Limited.）取締役
- 2015年3月 - JTキャピタル理事会長
- 2015年6月 - Jトラスト代表取締役社長最高執行役員、PT JTRUST INVESTMENTS INDONESIA代表理事、アドアーズ（株式会社Key Holder）取締役
- 2017年3月 - デジタルデザイン（現：SAMURAI&J PARTNERS）取締役

## 関連会社
- Jトラスト
- 全国保証株式会社